# 병아리풀
병아리풀(Polygala tatarinowii)은 한국과 동아시아, 인도 등지에 분포하는, 원지과의 한해살이풀이다.
높이 4-15cm이고 털이 거의 없으며 밑에서 가지가 갈라진다. 잎은 어긋나고 타원형이며 가장자리가 밋밋하고 연모(緣毛)가 있다. 꽃은 8-9월에 피고 연한 자줏빛이며 총상꽃차례에 한쪽으로 치우쳐서 달린다. 꽃받침조각은 5개이고 옆갈래조각은  꽃잎같이 생기며 용골판은 끝이 솔처럼 잘게 갈라진다. 열매는 10월경에 맺고 지름이 3mm 정도이며 삭과로 편평한 원형이며 검은 종자에 털이 있다.

## 관리 및 번식법
관리법 : 재배가 까다로운 편이다.
번식법 : 10월경에 맺는 종자를 보관 후 이듬해 봄 화단에 뿌린다.